# Титов, Жулио
Жу́лио Титов (порт.-браз. Júlio Titow; 4 ноября 1952, Порту-Алегри, Риу-Гранди-ду-Сул), более известный как Ю́ра (порт.-браз. Yura/Iúra) — бразильский футболист, полузащитник.

## Карьера
Жулио Титов родился в семье русских мигрантов, уехавших в Бразилию во время Второй мировой войны. Его детство прошло в районе Жардин Флореста, там же он начал играть в футбол, одновременно работая в магазине по продаже зубных протезов, принадлежавшим его отцу. Первой командой Юры стал любительская команда «Эспортиву Итапева». Там его игру увидел один из скаутов клуба «Гремио» Абилио Рейс, пригласивший футболиста в клуб. Юра выступал за молодёжный состав «Триколор», после чего был передан, на правах аренды, в клуб СЭУБ. В 1972 году он возвратился в «Гремио». 16 июля 1972 года Юра дебютировал за клуб в матче с «Гремио Бразил» (3:0). 21 февраля 1973 года футболист забил первый мяч в составе команды, поразив ворота «Фигейренсе» (3:1). По возвращении в «Гремио», полузащитник стал выступать за основной состав команды, однако часто выходил на поле со скамьи запасных, не являясь твёрдым игроком стартового состава.
Лишь с приходом на тренерский мостик Теле Сантаны, Юра стал одним из основных игроков клуба. 14 августа 1977 года он забил гол в матче с «Интернасьоналом» (2:1) уже на 14 секунде встречи, что до сих пор является самым быстрым мячом, забитым в истории этого противостояния. В том же году он в финальной игре чемпионата штата сделал голевую передачу с углового, после которого был забит гол в ворота того же «Интернасьонала», принёсший «Гремио» победу в турнире. В 1979 году Титов повторил это достижение. Всего в составе команды футболист провёл 359 матчей и забил 62 гола. В начале 1980 года Юра перешёл в «Крисиуму» за 4 миллиона крузейро, где дебютировал 29 июня во встрече с «Жоинвилем» (2:0). В том же году он был продан в «Интернасьонал». Однако прибыв в клуб, Юра запросил очень высокую заработную плату, чтобы только не подписывать договор с этой командой. В результате сделка не состоялась, и футболист возвратился в «Крисиуму». Там же он получил тяжёлую травму. В начале 1981 года полузащитник завершил игровую карьеру.
Травма беспокоила меня два года, поэтому я решил закончить. Однако я очень жалею, что не смог принять участие в Кубке ЛибертадоресЮра
Завершив игровую карьеру Юра открыл стоматологическую клинику «Dentária Yura Ltda», постепенно выросшую в сеть клиник. Также он с 2004 по 2010 год являлся членом совета директоров «Гремио», менеджером клуба и, сначала координатором, а потом и директором департамента женской секции команды.

## Клубная статистика
| Сезон | Клуб     | Лига    | Чемпионат | Чемпионат | Чемпионат штата | Чемпионат штата | Чемпионат города | Чемпионат города |
| Сезон | Клуб     | Лига    | Игры      | Голы      | Игры            | Голы            | Игры             | Голы             |
| ----- | -------- | ------- | --------- | --------- | --------------- | --------------- | ---------------- | ---------------- |
| 1972  | Гремио   | Серия A | 1         | 0         | 2               | 0               | 1                | 0                |
| 1973  | Гремио   | Серия A | 13        | 1         | 2               | 0               | —                | —                |
| 1974  | Гремио   | Серия A | 18        | 5         | 18              | 6               | —                | —                |
| 1975  | Гремио   | Серия A | 21        | 1         | 21              | 2               | —                | —                |
| 1976  | Гремио   | Серия A | 19        | 6         | 19              | 3               | —                | —                |
| 1977  | Гремио   | Серия A | 15        | 2         | 26              | 4               | —                | —                |
| 1978  | Гремио   | Серия A | 27        | 2         | 23              | 3               | —                | —                |
| 1979  | Гремио   | Серия A | 7         | 1         | 20              | 0               | —                | —                |
| 1980  | Гремио   | Серия A | 17        | 0         | 0               | 0               | —                | —                |
| 1980  | Крисиума | Серия B | 0         | 0         | 36              | 9               | —                | —                |
| 1981  | Крисиума | Серия B | 6         | 0         | 1               | 0               | —                | —                |

## Достижения
- Чемпион штата Риу-Гранди-ду-Сул: 1977, 1979

## Личная жизнь
У Жулио было шестеро детей. Один из его детей — Юра — с 2017 по 2023 год был тренером женской молодёжной футбольной команды «Гремио». В ноябре 2023 года он был уволен со своего поста после того, как в социальных сетях появилось видео, на котором тренер делает якобы расистские комментарии в адрес игроков клуба. С 2025 года он являлся главным тренером женской молодёжной футбольной команды «Сантос». Дочь, Мария Исабель Веласкес Титов, помогает отцу в стоматологической клинике.